# Cryphia illusteris
Cryphia illusteris là một loài bướm đêm trong họ Noctuidae.